# Guadagno (elettronica)
Il guadagno, in elettronica, indica la capacità del circuito di incrementare l'ampiezza o la potenza di un segnale. In altri termini è il rapporto tra la grandezza d'uscita (che sia, per esempio, una tensione o una corrente) e quella d'ingresso.

## Definizione
In una funzione di trasferimento così definita: 
{\displaystyle G(s)={\frac {\mu }{s^{g}}}{\frac {\prod _{i}\left(1+s\tau _{i}\right)}{\prod _{i}\left(1+s\mathrm {T} _{i}\right)}}}
dove {\textstyle s\in \mathbb {C} } e si definiscono:
- {\textstyle g} come il tipo della funzione
- {\textstyle \tau _{i}} come le costanti di tempo degli zeri
- {\textstyle \mathrm {T} _{i}} come le costanti di tempo dei poli
- {\textstyle \mu } come il guadagno della funzione
- {\textstyle \prod _{i}} la produttoria sull'indice i.

Nel caso in cui la funzione sia di tipo 0, il guadagno a frequenza 0, ovvero per s che tende a 0, prende il nome di guadagno statico in quanto è il semplice rapporto tra il segnale d'uscita di un sistema e il segnale in ingresso.
Un guadagno di cinque indica che la tensione (o la potenza) in uscita viene incrementata di un fattore cinque.

## Scala logaritmica e decibel
Un modo particolarmente comodo per esprimere guadagno consiste nell'uso della scala logaritmica, che permette di rappresentare efficacemente valori molto elevati di guadagno ed è di grande aiuto nei calcoli.
Ricorrendo al bel, è possibile scrivere:
{\displaystyle G\,[\mathrm {B} ]=\log _{10}\left({\frac {P_{o}}{P_{i}}}\right)}
dove Po è la potenza in uscita, Pi quella in ingresso.
Tuttavia, il bel è un'unità di misura troppo grande per la maggior parte delle applicazioni pratiche, per cui in ambito tecnico si ricorre quasi esclusivamente al decibel, che corrisponde ad un decimo di bel:
{\displaystyle G\,[\mathrm {dB} ]=10\log _{10}\left({\frac {P_{o}}{P_{i}}}\right)}
Quando il guadagno viene espresso riferendosi alla tensione invece della potenza, poiché {\textstyle P=V^{2}/R} si ha:
{\displaystyle G\,[\mathrm {dB} ]=10\log _{10}\left({{V_{o}^{2} \over R} \over {V_{i}^{2} \over R}}\right)}
{\displaystyle G\,[\mathrm {dB} ]=10\log _{10}\left({V_{o} \over V_{i}}\right)^{2}}
che applicando le proprietà dei logaritmi diventa:
{\displaystyle G\,[\mathrm {dB} ]=20\log _{10}\left({V_{o} \over V_{i}}\right)}
Un vantaggio derivante dall'esprimere guadagni in forma logaritmica è legato al fatto che questi possono essere addizionati, anziché moltiplicati. Per esempio, il guadagno di tensione complessivo ottenuto collegando in cascata due amplificatori con guadagno di tensione pari a 100 ciascuno, corrisponde a 100 × 100 = 10000. In decibel, il calcolo diventa semplicemente 40 dB + 40 dB = 80 dB.
Ogni volta che il guadagno è maggiore di 1 (cioè maggiore di 0 dB), la grandezza d'uscita ha ampiezza maggiore di quella d'ingresso. Questa condizione è nota come amplificazione.
Quando il guadagno vale 1 (ovvero 0 dB), la grandezza d'uscita ha la stessa ampiezza della grandezza d'ingresso. Si parla quindi di guadagno unitario.
Se il guadagno è maggiore di 0 ma minore di 1 (cioè minore di 0 dB), allora la grandezza d'uscita ha ampiezza minore di quella d'ingresso. Questa condizione è definita attenuazione.

## Esempio
Un generatore produce una tensione di 1 V su un carico resistivo di 1 Ω. Quindi nel carico fluisce una corrente di 1 A, e vi viene dissipata la potenza di 1 W. A questo generatore viene connesso un amplificatore, che ora fornisce al carico una tensione 10 V. La corrente sul carico aumenta quindi a 10 A, e la potenza (10 V x 10 A) diviene 100 W. Si ottiene quindi che l'amplificatore fornisce:
- un guadagno di tensione pari a 10 volte:

{\displaystyle G_{V}=20\log _{10}\left({\frac {10\,\mathrm {V} }{1\,\mathrm {V} }}\right)=20\,\mathrm {dB} }
- un guadagno di potenza pari a 100 volte:

{\displaystyle G_{P}=10\log _{10}\left({\frac {100\,\mathrm {W} }{1\,\mathrm {W} }}\right)=20\,\mathrm {dB} }